# Georg Wieczisk
Georg Wieczisk (* 20. Juli 1922 in Gleiwitz/Oberschlesien; † 27. Oktober 2011 in Berlin) war ein deutscher Sporthistoriker. Er war Professor für Sportgeschichte und Präsident des Leichtathletikverbandes der DDR und Ehrenpräsident des Deutschen Leichtathletik-Verbandes (DLV). Er vertrat die DDR auch in den europäischen und den internationalen Gremien des Sports.

## Leben
Nach seinem Wehrdienst, Flucht und Vertreibung studierte Wieczisk von 1948 bis 1952 Geschichte und Sport an der Universität Berlin. Nach kurzem Einsatz als Lehrer kam er als Assistent an die junge Deutsche Hochschule für Körperkultur und promovierte 1956 zum Dr. paed. (Die Stellung der deutschen Turn- und Sportorganisationen zur faschistischen Diktatur und ihren sportfeindlichen Zielen). Während seiner Studentenzeit war der junge Kommunist Vorsitzender des freiwilligen Hochschulsports der DDR und arbeitete als Leichtathletik-Übungsleiter. Er gehörte zu dem ersten Autorenkollektiv, das die Geschichte der Körperkultur in Deutschland aufarbeitete und damit die Kenntnisse deutscher Sportgeschichte grundsätzlich beeinflusste. Wieczisk wurde 1959/60 der Leiter der Forschungsstelle der DHfK, ehe er zum stellvertretenden Leiter des Staatlichen Komitees für Körperkultur und Sport in Berlin wurde. 1961 wechselte er als Sporthistoriker an die Universität Berlin, wo er 1969 zum Professor berufen und 1990 emeritiert wurde.
Er war 1958 Vizepräsident sowie von 1959 bis 1990 Präsident des Deutschen Verbandes für Leichtathletik der DDR (DVfL) und in der Eigenschaft auch Mitglied des Nationalen Olympischen Komitees der DDR und des Präsidiums des Deutschen Turn- und Sportbundes. In den internationalen Leichtathletik-Gremien war er beim Europäischen Leichtathletik-Verband (EAA) Council-(= Vorstands-)Mitglied von 1970 bis 1987 und bei dem Internationalen Leichtathletik-Verband (IAAF) Council-Mitglied von 1972 bis 1991. Zudem avancierte er 1987 zum EAA-Ehrenmitglied und 1991 zum Ehrenmitglied der IAAF. Als technischer Delegierter der internationalen Verbände half er fast 30 internationale Meisterschaften mit zu organisieren. Als sich 1990 der DVfL in den DLV eingliederte, wurde Wieczisk Ehrenpräsident des DLVs.

## Auszeichnungen
- 1964 Finnisches Sportverdienstkreuz Stufe III
- 1976 Finnisches Sportverdienstkreuz Stufe II
- 1986 Olympischer Orden in Silber
- 1987 Cavalliere (Ritter von) Italien (?)
- 1991 Prince Chichibu Order (Sportverdienstorden Japans)